# La Fontaine (Indiana)
La Fontaine és una població dels Estats Units a l'estat d'Indiana. Segons el cens del 2006 tenia 868 habitants.

## Demografia
Segons el cens del 2000, La Fontaine tenia 900 habitants, 352 habitatges, i 237 famílies. La densitat de població era de 569,7 habitants/km².
Dels 352 habitatges en un 28,1% hi vivien nens de menys de 18 anys, en un 54% hi vivien parelles casades, en un 7,4% dones solteres, i en un 32,4% no eren unitats familiars. En el 29,8% dels habitatges hi vivien persones soles el 13,6% de les quals corresponia a persones de 65 anys o més que vivien soles. El nombre mitjà de persones vivint en cada habitatge era de 2,3 i el nombre mitjà de persones que vivien en cada família era de 2,8.
Per edats la població es repartia de la següent manera: un 22,3% tenia menys de 18 anys, un 7,1% entre 18 i 24, un 27% entre 25 i 44, un 20,6% de 45 a 60 i un 23% 65 anys o més.
L'edat mediana era de 40 anys. Per cada 100 dones de 18 o més anys hi havia 82 homes.
La renda mediana per habitatge era de 43.393$ i la renda mediana per família de 47.031$. Els homes tenien una renda mediana de 31.042$ mentre que les dones 22.750$. La renda per capita de la població era de 17.203$. Entorn de l'1,2% de les famílies i el 3,8% de la població estaven per davall del llindar de pobresa.

## Poblacions més properes
El següent diagrama mostra les poblacions més properes.